# Жозе Карлос Феррейра Жуніор
Жозе Карлос Феррейра Жуніор (порт. José Carlos Ferreira Júnior), більш відомий як Жунінью (порт. Juninho; нар. 1 лютого 1995, Лондріна) — бразильський футболіст, центральний захисник данського «Мідтьюлланна».

## Біографія
Народився 1 лютого 1995 в місті Лондрина, штат Парана, Бразилія. Вихованець клубу «Корітіба», влітку 2015 року дістав можливість проявити себе в першій команді і 26 липня 2015 року дебютував у бразильській Серії А, вийшовши в основі на матчі проти «Корінтіанса» (1:1).
Влітку 2016 року гравцем зацікавився «Фламенго», який пропонував за Жунінью 1,2 млн євро, але дістав відмову, а також зацікавилися київське «Динамо» та неназваний французький клуб.

## Титули і досягнення
- Володар Кубка Данії (1):

«Мідтьюлланн»: 2021-22